# I'll Remember April
I'll Remember April (bra Garota Querida) é um filme estadunidense de 1945, do gênero comédia musical, dirigido por Harold Young, com roteiro de M. Coates Webster e Gene Lewis baseado no conto "Amateur Night", de Bob Dillon.

## Sinopse
A filha de um homem que era rico, acaba entrando em uma história complicada quando ela entra em um emprego cantando em um programa de rádio.

## Elenco
- Gloria Jean	...	April Garfield
- Kirby Grant	...	Dave Ball
- Milburn Stone	...	Willie Winchester
- Edward Brophy	...	Shadow
- Samuel S. Hinds	...	Garrett Garfield
- Jacqueline deWit	...	Whisper
- Hobart Cavanaugh	...	Joe Billings
- Addison Richards	...	Inspetor Pat Malloy
- Pierre Watkin	...	Dr. Armitage
- Clyde Fillmore	...	J.C. Cartwright
- Mary Forbes	...	Sra. Barrington
- Morgan Wallace	...	Henry Childs
- Paul Porcasi	...	Popolopolis

## Números musicais
| Canção                              | Autores                           | Intérpretes              |
| ----------------------------------- | --------------------------------- | ------------------------ |
| "I'll Remember April"               | Gene de Paul, Don Raye            | Kirby Grant, Gloria Jean |
| "A Half Moon in Three Quarter Time" | Paul Francis Webster, Harry Revel |                          |
| "Hittin' the Beach Tonite"          | Marty Roberts, Chick Dornish      |                          |
| "There Is Too Much to Wish For"     | Dave Franklin                     |                          |
| "Cha-Da-Boom-Di-Oodle-Aye"          | Harry Tobias, Al Sherman          |                          |
| "Dawn"                              | Gil Roberts, Jorge del Moral      |                          |